# Милан Зајић
Милан Зајић (Велика Врбница, 11. јануар 1999) је српски шаховски велемајстор. 

## Шаховска каријера
Милан Зајић је постао вицешампион света за играче млађе од 14 година на такмињењу у Ел Аину (УАЕ). 2015. победио је на Меморијалном отвореном турниру „Георги Трингов” у Пловдиву. У мају 2015. постао је тада најмлађи велемајстор у Србији.
2017. освојио је сребрну медаљу на Европском омладинском екипном првенству у Пољској, где је играо као прва табла за репрезентацију Србије. Играо је за репрезентацију Србије на Шаховској Олимпијади 2018. у Батумију у Грузији и на Европском екипном првенству у истом граду 2019. године.
У новембру 2023. Милан Зајић је победио на седмом меморијалу „Мома Вучићевић” у брзопотезном шаху у Београду, у конкуренцији 280 играча.

## Академска каријера
Милан Зајић је докторирао на Факултету организационих наука у Београду.
Магистрирао је на Високој школи за пословну економију и предузетништво у Београду са просеком 10,00. Тема његовог мастер рада била је “Утицај знања и нових технологија на економски раст земаља у развоју и транзицији”. Дипломирао је на истом факултету, а тема његовог дипломског рада била је: “Анализа стања иновационог предузетништва у Републици Србији “.